# Irans president
Irans president (persiska: رئیس‌جمهور ایران/Rayis Jomhur-e Irān) är sedan 1980 landets regeringschef och det näst högsta offentliga ämbetet i den Islamiska Republiken. Presidenten är den högsta iranska befattning som utses genom allmänna val.
I maj 2024 avled president Ebrahim Raisi oväntat i en helikopterolycka. Mohammad Mokber utsågs till tillförordnad president, i väntan på att nyval anordnades i juni och juli samma år. Masoud Pezeshkian vann valet i den andra valomgången, och den 28 juli 2024 installerades han som president av Irans högste ledare Ali Khamenei.

## Roll och funktion
Presidenten är landets regeringschef och utövar den verkställande makten i kraft därav, men presidenten är inte den högsta beslutsfattaren gällande landets utrikes- och säkerhetspolitik samt för inte högsta befälet över militären. För detta ansvarar istället den Högste ledaren, som är Irans statschef och dess andlige ledare. Principen om den religiösa maktens yttersta kontroll infördes 1980 genom en författningsändring av den islamiska republikens grundare ayatolla Ruhollah Khomeini.

## Val

### Kandidatur
Alla kandidater måste godkännas av det Väktarrådet som består av sex shiamuslimska skriftlärda och sex jurister. Genom detta förfarande försäkras att presidentkandidaterna har för avsikt att upprätthålla författningen och inte bryta mot islamiska traditioner. Vanligtvis är det endast ett mycket litet antal av kandidaterna som godkänns, exempelvis blev endast fyra av de totalt 475 registrerade kandidaterna godkända i presidentvalet i Iran 2009. Inga kvinnliga kandidater godkändes.

### Presidentval
Presidenten väljs genom en enkel majoritet och har en mandatperiod på fyra år. Den sittande presidenten får ställa upp i ett omval.

## Lista över Irans presidenter
| Nr | Porträtt | Namn                                 | Från            | Till            | Anmärkning                                    |
| -- | -------- | ------------------------------------ | --------------- | --------------- | --------------------------------------------- |
| 1  |          | Abolhassan Banisadr (1933–2021)      | 4 februari 1980 | 22 juni 1981    |                                               |
| 2  |          | Mohammad Ali Rajai (1933–1981)       | 2 augusti 1981  | 30 augusti 1981 | Lönnmördad                                    |
| 3  |          | Ali Khamenei (född 1939)             | 9 oktober 1981  | 16 augusti 1989 | Irans högste ledare från 1989                 |
| 4  |          | Akbar Hashemi Rafsanjani (1934–2017) | 16 augusti 1989 | 3 augusti 1997  |                                               |
| 5  |          | Mohammad Khatami (född 1943)         | 3 augusti 1997  | 3 augusti 2005  |                                               |
| 6  |          | Mahmoud Ahmadinejad (född 1956)      | 3 augusti 2005  | 3 augusti 2013  |                                               |
| 7  |          | Hassan Rouhani (född 1948)           | 3 augusti 2013  | 3 augusti 2021  |                                               |
| 8  |          | Ebrahim Raisi (1960–2024)            | 3 augusti 2021  | 19 maj 2024     | Död i helikopterkrasch                        |
|    |          | Mohammad Mokhber (född 1955)         | 19 maj 2024     | 28 juli 2024    | Tillförordnad i väntan på att nyval anordnas. |
| 9  |          | Masoud Pezeshkian (född 1954)        | 28 juli 2024    | sittande        |                                               |